# Руслан Саітвалієв

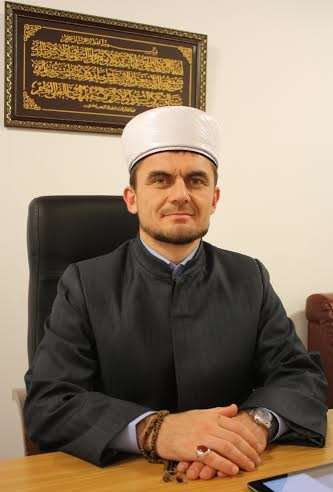

Руслан Наріманович Саітвалієв (нар. 1977 рік, місто Янгіюль, Узбецька РСР) — кримський релігійний діяч, муфтій Центрального духовного управління мусульман Таврійського муфтіяту (ЦДУМ — Таврійський муфтіят) з 2014 року.

## Біографія
Народився 1977 року в Узбецькій РСР, у місті Янгіюль. Батьки були активістами національного руху. Повернувшись на Батьківщину в 1989 році оселився в селі Танкове Бахчисарайського району, де і продовжив середню освіту.
У 2007 році зробив Хадж. У 2008 році ставати одним з організаторів місії Хаджа мусульман Криму, цього ж року мусульманської громадою Бахчисарайської обирається на посаду імама. У ці роки веде просвітницьку діяльність у всьому Бахчисарайському районі та Криму.
У 2012 році отримав іджазу з науки Хадіс від вченого країн Магріба, Муфтія Республіки Туніс — Камалуддін Джа'айяд, який є учнем відомого вченого Аль-Фаділь ібн Ат-Тоhір ібн 'Ашур. Також з цього року неодноразово відвідує Турецьку Республіку для обміну досвіду з місцевими мусульманськими громадами та поглиблення знань у галузі суфізму.
У 2014 році після окупації Криму був обраний на посаду Муфтія Таврійського Муфтіяту. За словами замісника представника ЦРО ДУМК Айдера Ісмаїлова допомогу у створенні нового муфтіяту надав голова Центрального духовного управління мусульман Росії муфтій Талгат Таджуддін.
Глава Центрального духовного управління мусульман (ЦДУМ) Росії, верховний муфтій Талгат Таджуддін спростував свою участь у створенні нового Таврійського муфтіяту у Криму.

## Освіта
1992 року закінчив Середньоосвітню школу села Танкове.
1993 року вступив до Бахчисарайського професійного технічного училища.
2005 року отримав диплом Українського ісламського університету ДУМУ зі ступенем «Імам хатиб».
2013 року отримав диплом Української Академії Наук із кваліфікацією «Політолог-політтехнолог».
2015 року затверджено релігійним експертом у складі Департаменту політичних досліджень та міжетнічних відносин Севастопольської Академії Наук.
2015 року за внесок у розвиток Ісламського Богослов'я був удостоєний звання Академіка Севастопольської Академії Наук.

## Сімейне життя
Одружений, має дві доньки (Сабіна, Реана) та сина (Ясін).